# Radomerščak
Radomerščak je naselje v Občini Ljutomer.
Radomerščak je rojstni kraj Frana Miklošiča (1813-1891).